# Île Verronge
Île Verronge je otok u arhipelagu St. Brandon u Indijskom oceanu. To je jedan od vanjskih otoka Mauricijusa.
U 1840-ima, na Île Verrongeu je osnovana glavna ribarska postaja St. Brandon, koja je danas nenaseljeno utočište za ptice i kornjače. Pristup javnosti je ograničen, a za ukrcaj na otok potrebno je dopuštenje lokalne ribarske tvrtke s uspostavljenim ribolovnim stanicama na otocima.
Île Verronge bio je jedan od otoka koje je Svjetska banka odabrala da budu dio morskog zaštićenog područja St. Brandon.